# Schalijochbiwak
Das Schalijochbiwak ist eine Biwakschachtel der Sektion Basel des Schweizer Alpen-Clubs (SAC) in den Walliser Alpen im Kanton Wallis in der Schweiz.

## Lage und Betrieb
Das Biwak steht auf dem Schalijoch zwischen Schalihorn und Weisshorn auf 3785 m ü. M. Es wird von der Sektion Basel des Schweizer Alpen-Clubs betrieben und ist nicht bewartet.

## Geschichte
Das Biwak wurde 1963 errichtet. Es bietet 8 Übernachtungsplätze und hat eine einfache, funktionale Inneneinrichtung mit Geschirr. Es ist Ausgangspunkt um über den Schaligrat auf das Weisshorn zu gelangen.

## Zustiege

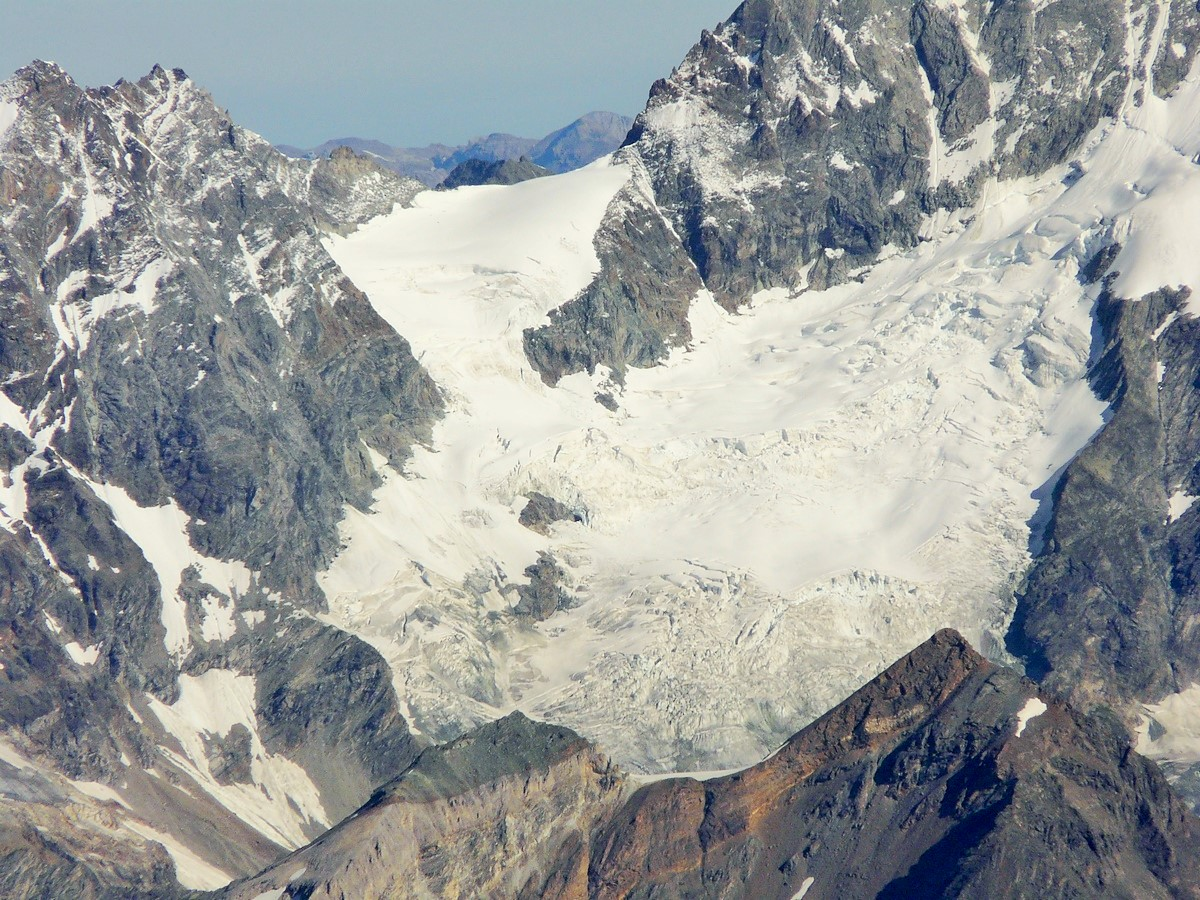
Schalijoch von Osten

- Nur im Sommer: Von der Rothornhütte durch Traversierung Schalihörner (Normalroute) in 8  Stunden, 1100 Höhenmeter, Schwierigkeitsgrad ZS.

Wegen starker Ausaperung der Gletscher ist der Zugang von Westen (Cabane Arpitettaz) kaum mehr, von Osten (Weisshornhütte) nur noch eingeschränkt möglich. Nur bei guter Schneeabdeckung empfehlenswert. Auskunft dazu erhält man auf der Weisshornhütte.